# Paycom Center
Das Paycom Center (Eigenschreibweise: paycom center) ist eine Mehrzweckhalle in der US-amerikanischen Stadt Oklahoma City im Bundesstaat Oklahoma. Die Halle ist die Heimspielstätte der Oklahoma City Thunder aus der nordamerikanischen National Basketball Association (NBA).

## Geschichte
Eröffnet wurde die Veranstaltungshalle am 8. Juni 2002, drei Jahre nach Baubeginn. Die Errichtung kostete insgesamt 89 Mio. US-Dollar und ist Eigentum der Stadt Oklahoma City. Die Arena ist offiziell 54.400 m² groß und bietet bei Basketballspielen 18.203 Sitzplätze, verteilt auf vier Ebenen mit 3.380 Clubsitzen, sieben Partysitzen und 49 Privatsitzen. Die Halle wurde auch von der Eishockeymannschaft Oklahoma City Blazers (CHL) und den Oklahoma City Yard Dawgz der Arena-Football-Liga af2 als Spielstätte genutzt. Nach dem Hurrikan Katrina war die Halle zudem Ausweichspielstätte der New Orleans Hornets aus der NBA. Außerdem wird die Arena für Konzerte und ähnliche Veranstaltungen genutzt.
Am 22. Juli 2011 gaben die Oklahoma City Thunder und die Chesapeake Energy Corporation, zweitgrößter Erdgasproduzent der USA, den Abschluss eines Sponsorvertrages über das Namen bekannt. Der Vertrag hat eine Laufzeit von 12 Jahren und hat im ersten Jahr den Wert von drei Mio. US-Dollar bei einer jährlichen Steigerungsrate von drei %. Ebenfalls wurden zur Saison 2011/12 leichte kosmetische Veränderungen an der Arena vorgenommen. Die Räumlichkeiten der Thunder wurden modernisiert und saniert, und es wurde ein neuer LED-Videowürfel in der Halle installiert.
Im August 2019 wurde für die Saison 2019/20 eine Renovierung angekündigt, um mit den neueren Arenen mithalten zu können. Es werden die Umkleiden umgebaut und die komplette Bestuhlung wird ausgetauscht. Es wird die „Loud City Fan Zone“ eingerichtet, von der Fans die Spiele verfolgen können. Die Eingangshalle, die Fanshops, die Aufzüge und die Kassen werden ebenfalls erneuert sowie 10.000 m² Raum für die Fans geschaffen werden. Unter dem Hallendach wird ein neuer Videowürfel, der fast zweimal so groß ist wie die jetzige Anzeigetafel. Darüber hinaus wird es ein neues Catering-System geben.
Am 28. Juni 2020 meldete die Chesapeake Energy Corporation mit einer Verschuldung von neun Milliarden US-Dollar Insolvenz nach Chapter 11 an. Ob sich dies auf die Sponsorvereinbarung bis zum Ende der Saison 2022/23 auswirkt, wurde nicht kommentiert. Am 20. April 2021 beendete die Chesapeake Energy Corporation den Vertrag im Rahmen der Umstrukturierung des Unternehmens. Die Halle sollte ihren bisherigen Namen behalten, bis die Oklahoma City Thunder einen neuen Sponsor gefunden haben.
Am 26. Juli 2021 wurde bekannt, dass das in Oklahoma City ansässige Softwareunternehmen Paycom Software, Inc. neuer Namensgeber der Spielstätte der Thunder wird. Die Halle heißt seit der Saison 2021/22 Paycom Center. Der Vertrag hat eine Laufzeit von 15 Jahren. Über die genaue finanzielle Höhe der Vereinbarung wurde nichts bekannt gegeben, sie soll aber unter 100 Mio. US-Dollar liegen. Neben der Namensauszeichnung an und in der Halle ist das Logo auch auf dem Dach zu sehen.

## Galerie

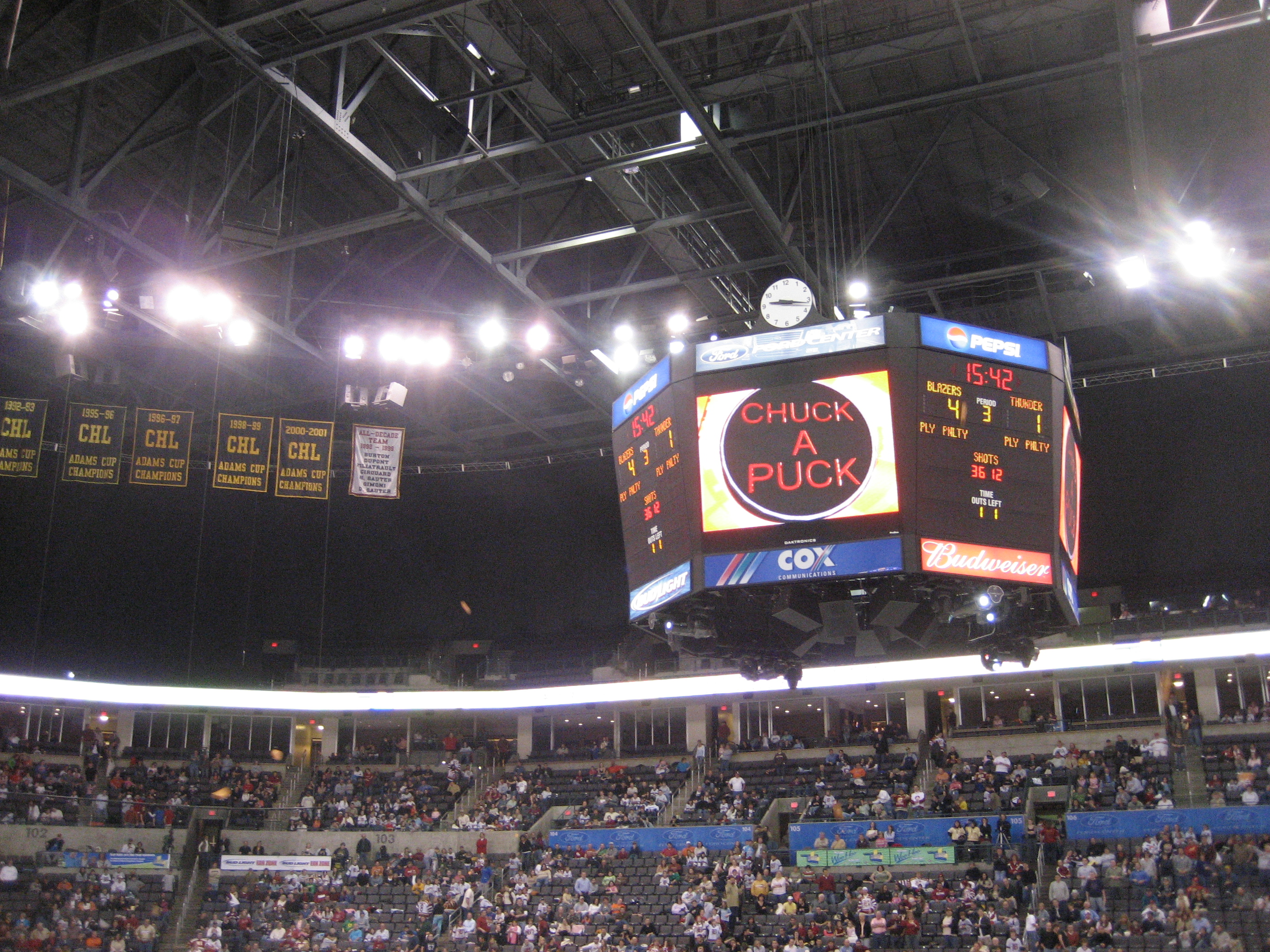
Innenraum mit dem alten Videowürfel
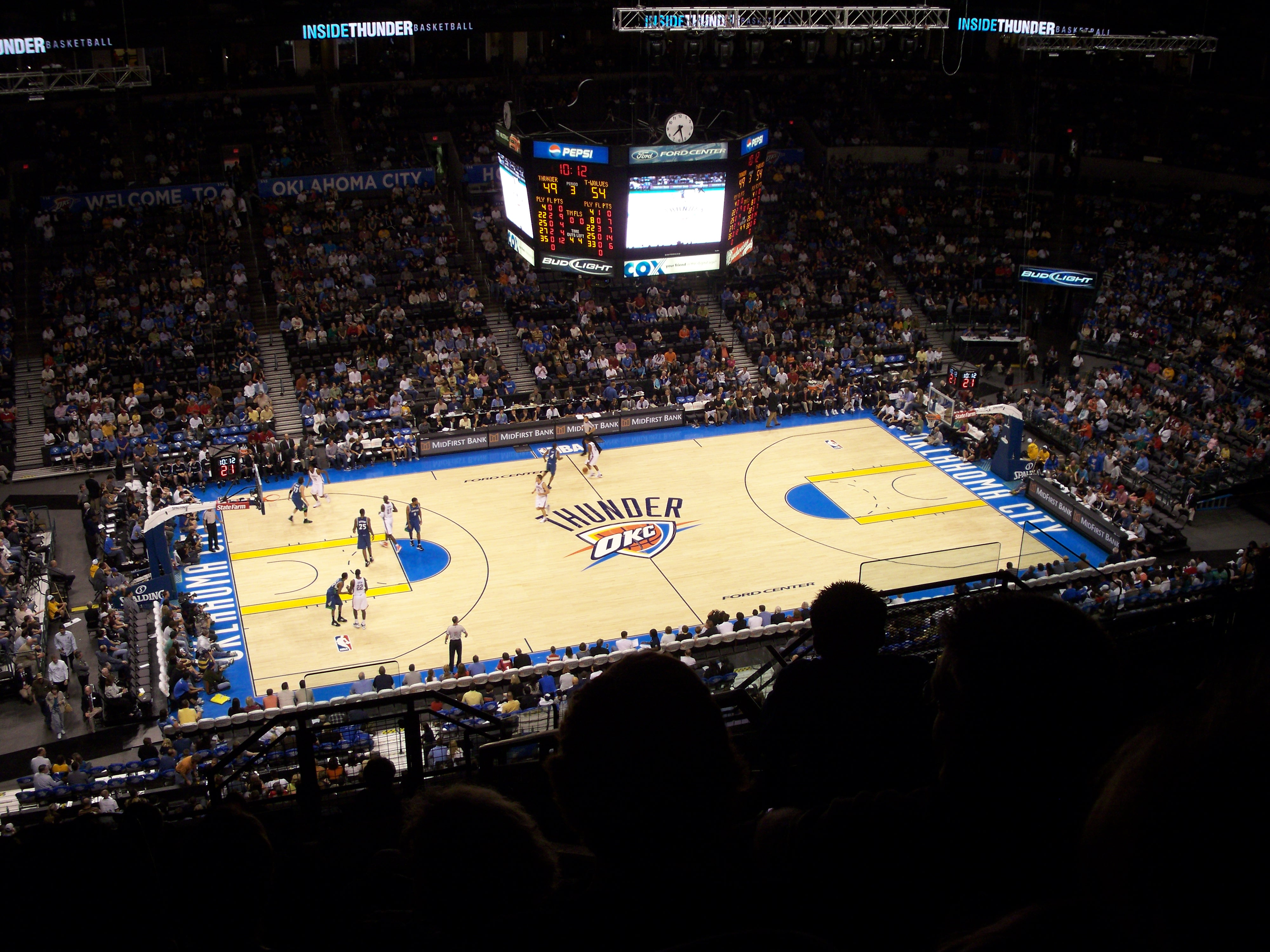
Innenraum bei einem Spiel der Thunder
Früheres Logo der Halle